# Josep Riera Güell
Josep Riera Güell (Barcelona, 1913 – Tarragona, 2018) va ser un dibuixant, ceramista i gogista català.
Passa la seva infantesa a Santa Coloma de Queralt, on rep estudis primaris i obté el primer treball com a aprenent en un taller d’electricitat. De Santa Coloma es trasllada a Sarral, allí combina la jornada laboral amb els estudis a l’Escola del Treball de Valls. Aquesta formació li permet examinar-se a l'Escola Industrial de Terrassa per aconseguir el títol de Mestre Industrial en l’especialitat d’electricitat.
Segueix residint a Sarral quan esclata la guerra civil espanyola; el 13 de febrer de 1937 és condemnat a deu anys de treball acusat d’activitats feixistes. Acabat el conflicte, es desplaça a Binèfar i Valls, fins a establir-se definitivament a Tarragona.  
Riera va exercir-hi de professor de treballs manuals a l’Escola del Treball i mestre de pràctiques a la Universitat Laboral de Tarragona, aquesta darrera tasca compaginada amb una segona feina en el taller de decoració familiar. A més, Riera és l’autor de nombroses peces artístiques i auques sobre la ciutat. Entre les primeres, les rajoles del Portal del Carro, els vitralls de l’ermita de la Salut i els laterals i el frontal de la capella de la Mare de Déu de Montserrat de l’església de Sant Francesc. Una trajectòria que el va fer mereixedor, el 2013, del diploma al mèrit cultural concedit per l’Ajuntament de Tarragona.

## Obres publicades
Josep Riera és l'autor dels següents goigs i auques:
- Goigs dels gloriosos màrtirs Sants Abdó i Senén: venerats a la Parròquia de Capçanes. 1982, Tarragona.
- Goigs a llaor de la Mare de Déu de Montornès: venerada a la seva ermita de la Pobla de Montornès. 1983, La Pobla de Montornès.
- Auca de Sant Magí. 1984, Tarragona.
- Goigs a la Mare de Déu dels Torrents de Vimbodí: col·lecció de catorze estampacions. 1984
- Auca de la ciutat de Tarragona. 1985, Tarragona.
- Goigs a la Mare de Déu del Claustre de la seu de Tarragona: col·lecció de catorze estampacions. 1986, Tarragona.
- Auca dels jocs d’infants. 1987, Tarragona.
- Auca de la festa major. 1988, Tarragona.
- Auca de l’arxiprestat de Tarragona – Centre. 1990, Tarragona.
- Auca de l’Ermita de la Salut de Tarragona editada amb motiu de la celebració del seu centenari, 1909-2009. 2009, Tarragona.
- Auca de la Mare de Déu del Camí: Cambrils. 2000, Cambrils.
- Amb quartets trobareu la història de l’ateneu. 2016, Tarragona.
- Auca de la ciutat de Tarragona. 2019, Tarragona.